# 울산광역시교육연구정보원
울산광역시교육연구정보원(蔚山廣域市敎育硏究情報院)은 지방교육자치에 관한 법률 제32조의 규정에 따라 교육의 이론과 실제를 연구·조사하고 교육자료의 개발·보급, 교원 연수 및 학생교육을 지원함으로써 교육과정 운영의 내실화를 도모하고 교육정보화 물적 기반을 조성하여 지방교육 발전에 기여하고자 울산광역시교육청 산하에 설치된 소속기관이다.